# Franklin Nathaniel Jonas

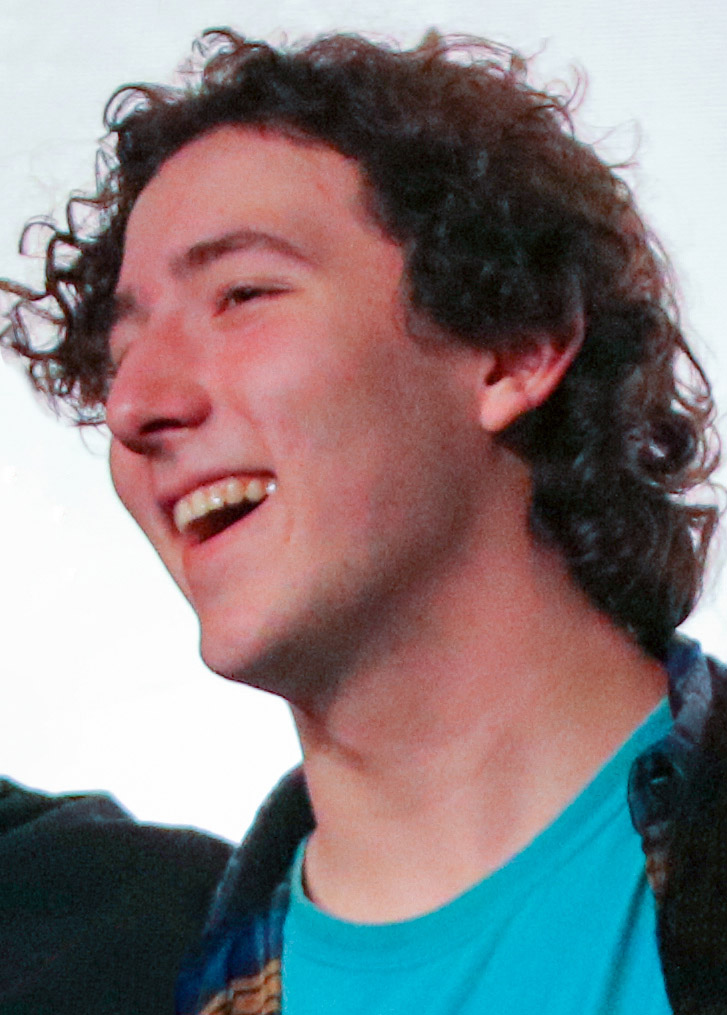
Frankie Jonas, 2019

Franklin Nathaniel Jonas (Frankie Jonas) (Wyckoff, New Jersey, 28 september 2000) is een Amerikaans acteur, die onder andere te zien was in Jonas L.A., een serie van Disney Channel.
Zijn ouders zijn Denise en Paul Kevin Jonas. Hij is de jongste broer van Kevin, Joe en Nick Jonas, die in de band The Jonas Brothers zitten. Jonas wordt weleens "Bonus Jonas" en "Frank The Tank" genoemd. Hij geniet van ritjes op scooters, het volgen van lessen parkour-lopen, lezen en het verzamelen van stripboeken.

## Acteerrollen
In 2009 fungeerde Jonas als een stemacteur in een Japanse animefilm, Hayao Miyazaki's Ponyo on the Cliff by the Sea, die in Amerikaanse bioscopen op 14 augustus 2009 uitkwam. He speelde Sōsuke, een personage dat bevriend is met een jonge vis (Ponyo) die een meisje wil worden. Ze zongen beiden ook de titelsong van de film.
Hij maakte ook een lied over de film, getiteld: Ponyo tiny little fish. Hij nam dit lied op samen met de jongere zus van Miley Cyrus', Noah.
Hij maakte zijn opwachting in zijn eerste filmrol als Trevor Kendall, een jonge Rocker bij Camp Rock in Camp Rock 2: The Final Jam (2010), samen met zijn oudere broers, de Jonas Brothers.

## Prijzen
Hij won een Teen Choice Award in 2009 voor "Choice Breakout TV Star Male", voor zijn acteerrol in de serie Jonas L.A. op Disney Channel.